# Hierbas Ibicencas
Hierbas Ibicencas je španělský bylinný likér vyráběný venkovským lidem na Ibize. Tato bylinná pálenka se vyrábí ze speciální směsi bylin obsahující rozmarýn, tymián, jalovcové bobule, marulku a semeno anýzu. Obsahuje 40% alkoholu.